# B. F. 스키너

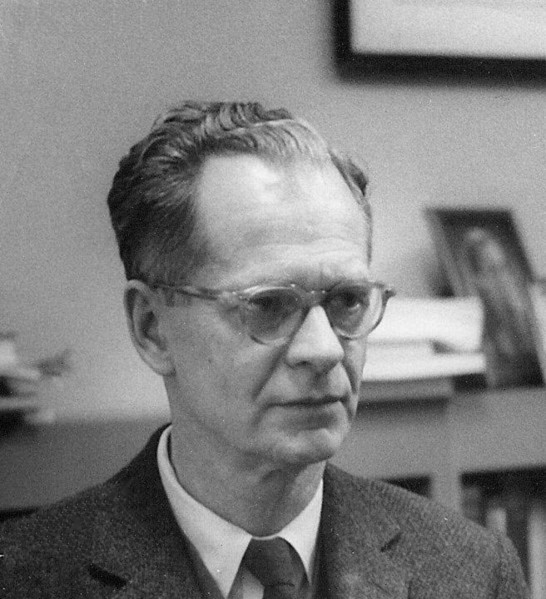
B. F. 스키너

버러스 프레더릭 스키너(Burrhus Frederic Skinner, 1904년 3월 20일 ~ 1990년 8월 18일)는 미국의 심리학자이다. 행동주의 심리학자로 교육과 심리학에 많은 영향을 끼쳤다. 하버드 대학교에서 1958년부터 1974년 은퇴할 때까지 심리학과의 교수였다. "스키너의 상자"로 불리는 조작적 조건화 상자를 만들어 연구한 것으로 유명하다. 행동주의 심리학을 발전시키는데 일조했다. 
행동의 실험적 분석을 목적으로 하는 실험 연구 학과를 창시했으며 심리학에 있어 연관된 변수에 의한 반응률에 대한 연구를 발전시켰다. 그가 또한 주창한 강화이론에 대한 이론을 만들기 위해 행동의 반응률을 측정하는 누적합산기도 만들었다. 그의 연구는 20세기의 가장 영향력있는 심리학적 연구로 인정 받고 있으며 21권의 책과 180편의 글을 남겼다.

## 생애
1904년 3월 20일에 미국 펜실베이니아주의 서스쿼해나에서 태어났다. 아버지 윌리엄 스키너는 법률가였다. 젊었을 때는 작가가 되고 싶어 뉴욕에 있는 해밀턴 대학에 다녔다. 1926년에 영문학으로 학사학위를 받았다. 작가로서의 재능이 없다는 것을 깨달은 뒤에는 하버드 대학원에서 심리학을 공부했다. 
대학원생 시절에 조작적 조건화를 실험하는 "스키너의 상자"와 누가기록기도 만들었다. 이를 이용한 반응률(rate of response)는 심리학 연구에 있어 중요한 종속변수가 되었으며 강력한 실험 연구의 방법을 만들어 낼 수 있었다. 1931년 하버드 대학교에서 박사학위를 받았으며 1936년까지 연구원으로 남아 있었다. 그 뒤, 미네소타 대학과 인디에나 대학에서 가르쳤다. 1948년 정년보장을 받는 교수직을 하버드에서 시작하게 되었으며, 그 뒤로 계속 하버드 대학교에서 몸담고 연구하게 된다.
스키너가 사망하기 직전에 실시한 설문조사(Kom, Daivs, & Davis, 1991)에서는 심리학사를 연구하는 학자와 대학원 심리학과 학과장들을 대상으로 10명의 가장 유명한(동시대와 전 심리학사를 통틀어) 심리학자의 서열을 매기게 하였다. 이 설문조사에서 스키너는 전 심리학사를 통틀어서는 8위에, 그리고 동시대의 심리학자들 중에서는 1위에 올랐다. 학과장들은 두 가지 리스트 모두를 고려해서 스키너를 1위에 올렸다. 1968년에는 미국 국립과학협회로부터 공로상을 받았으며, 1971년과 1990년에 미국심리학회로부터 각각 골든메달과 평생공로상을 받았다.

## 스키너 상자
스키너 상자는 손다이크의 퍼즐 상자와 비교되는 중요한 실험 과정을 보여준다고 알려져있다. 특히 그가 부가적으로 사용한 스키너상자의 누가반응기록지 방법은 조작적 조건형성이라는 연구 이론에서 뿐만아니라 생리심리학, 동물행동학등 광범위하게 그 영향을 미쳤다.

## 저서
헨리 데이비드 소로의 저서 월든(Walden)에 감명받은 스키너는 월든 투(Walden Two, 1948)라는 저서를 출판한바있다.

## 같이 보기
- 장 피아제
- 노엄 촘스키
- 조작적 조건화

## 참고
- 월든 투, 이장호 역, Walden Two, 1948. (1976 개정) ISBN 978-89-7428-232-5
- 자유와 존엄을 넘어서, 정명진 역, Beyond Freedom and Dignity, 1971. ISBN 978-89-92307-27-7
- 행동주의, 김영채 역, About Behaviorism, 1974. ISBN 0-394-49201-3, ISBN 0-394-71618-3.
- 노년을 즐기는 지혜, 주영숙 역, Enjoy Old Age: A Program of Self-Management, with M. E. Vaughan, 1983.